# آرنه ۹۵۹

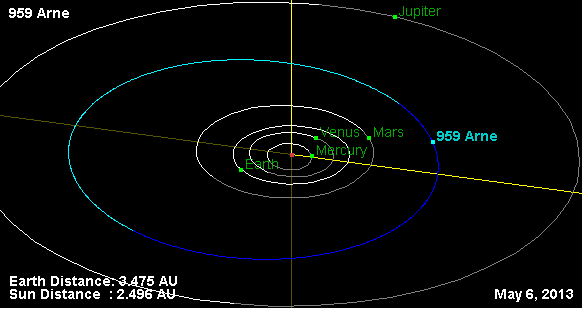
نمایی از محل قرارگیری سیارک آرنه ۹۵۹ در مدار – ۲۰۱۳

سیارک ۹۵۹ (به انگلیسی: 959 Arne، نامگذاری:1921KF) نهصد و پنجاه و نهمین سیارک کشف شده‌است که در ۳۰ سپتامبر ۱۹۲۱ و در هایدلبرگ کشف شد.
قدر مطلق سیارک برابر ۱۰٫۲۰ است.